# Judivan
Judivan Flor da Silva, mais conhecido como Judivan (Sousa, 21 de maio de 1995) é um futebolista brasileiro que atua como atacante. Atualmente joga pelo Lampang, da Tailândia.

## Carreira
Natural de Sousa, passou a maior parte de sua infância em São Carlos. Judivan fez vários testes pelo Brasil afora antes de chegar ao Cruzeiro. O jogador declarou que devido à baixa estatura que tinha quando jovem foi descartado por vários clubes, dentre eles o São Paulo, Grêmio e o próprio Cruzeiro, em 2008. Apesar disso o garoto persistiu em seu sonho e acabou chegando ao Olé Brasil, clube em que se destacou. Em 2010 voltou a realizar testes no Cruzeiro, sendo finalmente aprovado e contratado pelo clube celeste com apenas 14 anos.
Em 2014 subiu para o elenco profissional do Cruzeiro. Realizou sua estreia contra a Chapecoense, na Arena Condá. Naquela ocasião Judivan deu assistência a Hugo Ragelli, que marcou o gol de empate do Cruzeiro. Mesmo não tendo tantas oportunidades em 2014, fez parte do elenco bicampeão brasileiro do mesmo ano. Marcou seu primeiro gol em jogos oficiais contra a equipe do Guarani de Divinópolis, pelo Campeonato Mineiro de 2015.
Após dois anos lesionado, Judivan voltou aos gramados em 15 de novembro de 2017, na partida contra o Avaí, que terminou empatada em 2–2. Judivan marcou um gol de pênalti nessa partida.

## Estatísticas
Até 22 de janeiro de 2020.

### Clubes
| Clube             | Temporada         | Campeonato nacional | Campeonato nacional | Campeonato nacional | Copa nacional[a] | Copa nacional[a] | Copa nacional[a] | Competições continentais[b] | Competições continentais[b] | Competições continentais[b] | Outros torneios[c] | Outros torneios[c] | Outros torneios[c] | Total | Total | Total   |
| Clube             | Temporada         | Jogos               | Gols                | Assist.             | Jogos            | Gols             | Assist.          | Jogos                       | Gols                        | Assist.                     | Jogos              | Gols               | Assist.            | Jogos | Gols  | Assist. |
| ----------------- | ----------------- | ------------------- | ------------------- | ------------------- | ---------------- | ---------------- | ---------------- | --------------------------- | --------------------------- | --------------------------- | ------------------ | ------------------ | ------------------ | ----- | ----- | ------- |
| Cruzeiro          | 2014              | 2                   | 0                   | 1                   | 0                | 0                | 0                | 0                           | 0                           | 0                           | 0                  | 0                  | 0                  | 2     | 0     | 1       |
| Cruzeiro          | 2015              | 1                   | 0                   | 0                   | 0                | 0                | 0                | 3                           | 0                           | 0                           | 11                 | 1                  | 0                  | 15    | 1     | 0       |
| Cruzeiro          | 2016              | 0                   | 0                   | 0                   | 0                | 0                | 0                | 0                           | 0                           | 0                           | 0                  | 0                  | 0                  | 0     | 0     | 0       |
| Cruzeiro          | 2017              | 3                   | 1                   | 0                   | 0                | 0                | 0                | 0                           | 0                           | 0                           | 0                  | 0                  | 0                  | 3     | 1     | 0       |
| Cruzeiro          | 2018              | 0                   | 0                   | 0                   | 0                | 0                | 0                | 0                           | 0                           | 0                           | 1                  | 0                  | 0                  | 1     | 0     | 0       |
| Cruzeiro          | 2020              | 0                   | 0                   | 0                   | 0                | 0                | 0                | 0                           | 0                           | 0                           | 1                  | 0                  | 0                  | 1     | 0     | 0       |
| Cruzeiro          | Total             | 6                   | 1                   | 1                   | 0                | 0                | 0                | 3                           | 0                           | 0                           | 13                 | 1                  | 0                  | 22    | 2     | 0       |
| América Mineiro   |                   |                     |                     |                     |                  |                  |                  |                             |                             |                             |                    |                    |                    |       |       |         |
| 2018              | 9                 | 0                   | 1                   | 0                   | 0                | 0                | —                | —                           | —                           | 0                           | 0                  | 0                  | 9                  | 0     | 0     |         |
| Total             | 9                 | 0                   | 1                   | 0                   | 0                | 0                | —                | —                           | —                           | 0                           | 0                  | 0                  | 9                  | 0     | 0     |         |
| CSA               |                   |                     |                     |                     |                  |                  |                  |                             |                             |                             |                    |                    |                    |       |       |         |
| 2018              | 4                 | 0                   | 0                   | —                   | —                | —                | —                | —                           | —                           | —                           | —                  | —                  | 4                  | 0     | 0     |         |
| Total             | 4                 | 0                   | 0                   | —                   | —                | —                | —                | —                           | —                           | —                           | —                  | —                  | 4                  | 0     | 0     |         |
| Tombense          |                   |                     |                     |                     |                  |                  |                  |                             |                             |                             |                    |                    |                    |       |       |         |
| 2019              | 14                | 4                   | 0                   | —                   | —                | —                | —                | —                           | —                           | 3                           | 1                  | 1                  | 17                 | 5     | 0     |         |
| Total             | 14                | 4                   | 0                   | —                   | —                | —                | —                | —                           | —                           | 3                           | 1                  | 0                  | 17                 | 5     | 0     |         |
| Paraná            |                   |                     |                     |                     |                  |                  |                  |                             |                             |                             |                    |                    |                    |       |       |         |
| 2019              | 1                 | 2                   | 0                   | —                   | —                | —                | —                | —                           | —                           | —                           | —                  | —                  | 4                  | 0     | 0     |         |
| Total             | 1                 | 0                   | 0                   | —                   | —                | —                | —                | —                           | —                           | —                           | —                  | —                  | 0                  | 0     | 0     |         |
| Botafogo-SP       |                   |                     |                     |                     |                  |                  |                  |                             |                             |                             |                    |                    |                    |       |       |         |
| 2020              | 2                 | 0                   | 0                   | —                   | —                | —                | —                | —                           | —                           | —                           | —                  | —                  | 2                  | 0     | 0     |         |
| Total             | 1                 | 0                   | 0                   | —                   | —                | —                | —                | —                           | —                           | —                           | —                  | —                  | 0                  | 0     | 0     |         |
| Total na carreira | Total na carreira | 33                  | 5                   | 1                   | 0                | 0                | 0                | 3                           | 0                           | 0                           | 16                 | 2                  | 0                  | 53    | 7     | 2       |

- a. ^ Jogos da Copa do Brasil
- b. ^ Jogos da Copa Libertadores da América
- c. ^ Jogos do Campeonato Mineiro

### Seleção Brasileira
Abaixo estão listados todos jogos e gols do futebolista pela Seleção Brasileira, desde as categorias de base. Abaixo da tabela, clique em expandir para ver a lista detalhada dos jogos de acordo com a categoria selecionada.
Sub-20
| Ano   |       |      |         |       |
| Ano   | Jogos | Gols | Assist. | Média |
| ----- | ----- | ---- | ------- | ----- |
| 2015  | 8     | 4    | 0       | 0     |
| Total | 8     | 4    | 0       | 0     |

|    | Data                | Local                                        | Resultado | Adversário      | Gols | Assist. | Competição                   |
| -- | ------------------- | -------------------------------------------- | --------- | --------------- | ---- | ------- | ---------------------------- |
| 1. | 13 de abril de 2015 | Salzburg, Áustria                            | 3–0       | Catar           | 1    | 0       | Amistoso                     |
| 2. | 16 de abril de 2015 | Pasching, Áustria                            | 0–1       | Honduras        | 0    | 0       | Amistoso                     |
| 3. | 24 de maio de 2015  | Jubilee Oval, Sydney, Austrália              | 1–0       | Portugal        | 1    | 0       | Amistoso                     |
| 4. | 27 de maio de 2015  | Wollongong Showground, Wollongong, Austrália | 1–0       | Austrália       | 0    | 0       | Amistoso                     |
| 5. | 31 de maio de 2015  | Estádio Yarrow, New Plymouth, Nova Zelândia  | 4–2       | Nigéria         | 2    | 0       | Copa do Mundo Sub-20 de 2015 |
| 6. | 4 de junho de 2015  | Estádio Yarrow, New Plymouth, Nova Zelândia  | 2–1       | Hungria         | 0    | 0       | Copa do Mundo Sub-20 de 2015 |
| 7. | 7 de junho de 2015  | Estádio AMI, Christchurch, Nova Zelândia     | 3–0       | Coreia do Norte | 0    | 0       | Copa do Mundo Sub-20 de 2015 |
| 8. | 11 de junho de 2015 | Estádio Yarrow, New Plymouth, Nova Zelândia  | 0–0       | Uruguai         | 0    | 0       | Copa do Mundo Sub-20 de 2015 |

### Total
| Ano   |       |      |         |       |
| Ano   | Jogos | Gols | Assist. | Média |
| ----- | ----- | ---- | ------- | ----- |
| 2014  | 2     | 0    | 1       | 0     |
| 2015  | 23    | 6    | 0       | 0     |
| Total | 25    | 6    | 1       | 0     |

## Títulos
Cruzeiro
- Campeonato Brasileiro de Futebol Sub-20: 2010, 2012
- Campeonato Brasileiro: 2014
- Campeonato Mineiro: 2018